# Deepolis
Deepolis byla 3D online browser hra společnosti Bigpoint. Spuštěna 17. prosince 2008. Hru bylo možno hrát v 20 jazycích. (poslední update: Listopad 2009).
Hra vyhrála Red dot design award (Design) 2009 v kategorii "Digitální hry" (článek v němčině) .
Deepolis byl nominován na Německou Cenu Vývojářů v kategorii "Nejlepší hra roku 2009" (článek v němčině) a na KGC cenu 2009.
V roce 2020 byly servery hry nadobro vypnuty. 

## O hře
V Deepolisu hrajete za admirála podmořské ponorky a váš cíl je potápět NPC, ostatní hráče a plnit úkoly. Nabírejte zkušenosti a procházejte do dalších levelů. Ovládejte ponorku v 3 různých frakcích.
Hráči mohou zakládat klany pro společné útoky na NPC nebo jiné klany. Ale samostatný hráč může dosáhnout větších levelů stejně dobře jako ve skupině.
Jako hlavní cíl ve hře pro hráče je možnost vyhrát Jackpot až do výše 10 000€. Všichni hráči vstoupí do velké Jackpot bitvy s ostatními hráči na speciální Jackpot válečné mapě. Eura do Jackpot bitvy získáváte v průběhu normálního hraní. Pokud nezískáte celých 10 000 herních Euro, vložíte svůj počet herních Euro do Jackpot bitvy a pokud vyhrajete, získáte svůj nasbíraný obnos v reálných penězích, pokud nevyhrajete Jackpot bitvu nevadí tvoje nasbírané Eura ti zůstanou a sbíráš dál a vyhrát je můžeš kdykoli jindy v Jackpot bitvě.

## Poplatky
Hra je zdarma, ale můžete si koupit lepší ponorku, zbraně, výbavu nebo munici za “Helix“. Helix je herní měna, kterou si můžete koupit. Helix můžete získat z úkolů, potápěním NPC nebo sbíráním. Sekundární měna je “Cel”. Získáte ho potápěním NPC a prodejem sesbíraných materiálů. Své cely můžete uplatnit při aukci elitních věcí v Aukci. Tím máte možnost získat elitní věci bez placení opravdovými penězi.
Pokud chcete platit méně za opravu vaší ponorky nebo mít jiné výhody ve hře, můžete si koupit Prémium: na 6 nebo 12 měsíců. Všichni hráči mají možnost si zakoupit speciální Deepolis balíčky.

## Technologie
Deepolis klient pracuje na platformě Adobe Flash. Tím pádem můžete hrát v jakémkoli prohlížeči. Doporučená je Mozilla Firefox.